# Halsua
Halsua (Zweeds: Halso) is een gemeente in de Finse provincie West-Finland en in de Finse regio Centraal-Österbotten. De gemeente heeft een landoppervlakte van 413,01 km² en telt 1.052 inwoners (2022).